# 笹野甚四郎
笹野 甚四郎（ささの じんしろう、1853年11月3日（嘉永6年10月3日） - 1928年（昭和3年）12月6日）は、日本の資産家、実業家。藤相鉄道社長。共盛銀行頭取。族籍は静岡県平民。

## 人物
静岡県志太郡藤枝町出身。藤枝宿下伝馬の郷宿「ならや」を営む八百次の長男。幼名は十三吉。恵まれた環境であったが5歳の時に実父を、12歳の時に祖父を、14歳の時に継父を亡くし笹野家は苦境に立たされる。
1868年、家督を相続。祖父の甚四郎の名を襲名し「ならや」の看板を捨て、料理屋を起こす。1869年、隣家からの火事で全焼し、それを機に駿河半紙を扱う紙屋に転身、同業者が増えると次に運送業を始める。
1891年、東京へ出る。缶詰製造・精米業を営む。1894年、日清戦争の際に笹野の食糧事業が注目され、海軍省に納めることになる。1904年には陸軍にも納入され、兵食の三分の一を賄うまでになる。
海陸御用商として佐世保、鎮海湾等に支店及び製造所を設け、諸種の缶詰を製造し、また東京の深川に精米所を経営した。信用は四方に溢れて陸海軍の御用品として、或いは各地海外に販路は拡域され、取引は殷賑を極めた。
また銀行会社の重役であった。共盛銀行頭取、藤相鉄道社長、帝国鉄筋コンクリート、静岡県農工銀行、中遠鉄道各取締役、藤枝合同運送、大正化学製品、東陽製茶各監査役等をつとめた。劇場の建設にも関わった。
笹野は静岡市に於ける富豪である。広島市段原町に笹野が経営する陸海軍御用、旭缶詰製造所・精米所の工場がある。住所は静岡市紺屋町。

## 家族・親族
笹野家
- 父・八百次（静岡県平民）[7]
- 妹・たそ（1863年 - ?）[7]
- 妻・てる（1879年 - ?、静岡、杉本大次郎[7]、あるいは杉本大治郎[8]の妹）
- 男・雄太郎[6][12][13][14]（1876年 - 1954年、広島県多額納税者[15]、缶詰製造・精米業、広島市会議員） - 住所は広島市段原町[6][13]。貴族院多額納税者議員選挙の互選資格を有す[14]。
  - 同妻・たけ（1882年 - ?、東京士族、藤平重資の三女）[6]
  - 同男・堅[6]（1901年 - 1961年、国文学者）
  - 同女・まつ子（1909年 - ?）[6]
  - 同二男・雄一（1912年 - ?）[6]
  - 同三男・甚太郎（1913年 - ?）[6]
  - 同二女（1915年 - ?）[6]
  - 同三女（1918年 - ?）[6]
  - 同四女（1919年 - ?）[6]
- 長女・いま（1879年 - ?）[7]
- 女・織江（1906年 - ?）[7]
- 三女・五三子（1904年 - ?）[7]
- 五女・梅香（1909年 - ?）[7]
- 孫